# Synaphea bifurcata
Synaphea bifurcata är en tvåhjärtbladig växtart som beskrevs av Alexander Segger George. Synaphea bifurcata ingår i släktet Synaphea och familjen Proteaceae. Inga underarter finns listade i Catalogue of Life.